# Мохика, Харрисон
Харрисон Арли Мохика Бетанкурт (англ. Harrison Arley Mojica Betancourt; род. 17 февраля 1993 года, Пальмира, Колумбия) — колумбийский футболист, полузащитник клуба «Депортиво Кали».

## Клубная карьера
Мохика — воспитанник клуба «Депортиво Кали». 29 июня 2011 года в матче Кубка Колумбии против «Сукре» он дебютировал за основу команды, заменив во втором тайме Вильяма Мина. После того, как Харрисон в составе молодёжной команды «Депортиво» выиграл молодёжное первенство Колумбии, он был переведён в основную команду. 3 марта 2012 года в поединке против «Бояка Чико» Мохика дебютировал в Кубке Мустанга. В своём первом сезоне Харрисон всего лишь дважды вышел в основном составе. 9 февраля 2013 года в поединке против «Бояка Чико» он забил свой первый гол за «Депортиво Кали». В итогам сезона Мохика помог клубу занять второе место в чемпионате. В 2014 году он стал обладателем Суперкубка, а спустя год чемпионом Колумбии.
В начале 2017 года Харрисон на правах аренды перешёл в «Кортулуа». 4 февраля в матче против «Депортиво Пасто» он дебютировал за новую команду.

## Международная карьера
В 2013 году в составе молодёжной сборной Колумбии Мохика выиграл молодёжном чемпионате Южной Америки в Аргентине. На турнире он сыграл в матчах против команд Эквадора, Аргентины а также дважды Парагвая и Чили.
В летом того же года Корреа принял участие в молодёжном чемпионате мира в Турции. На турнире оно сыграл в матчах против команд Австралии, Турции и Северной Кореи.

## Достижения
Командные
 «Депортиво Кали»
- Чемпионат Колумбии по футболу — Апертура 2015
- Победитель Суперлиги Колумбии — 2014

Международные
 Колумбия (до 20)
- Чемпионат Южной Америки по футболу среди молодёжных команд — 2013